# Франко-английский конфликт в Леванте
Франко-английский конфликт в Леванте — франко-английский конфликт из-за ливанских событий в мае 1945 г. достиг большого накала. Общая численность французских войск в Леванте к маю 1945 г. составляла 5 тыс. солдат и одна эскадрилья ВВС (8 самолётов).. Во время кризиса Великобритания и Франция были поставлены почти на грань войны.
Французы пытались подавить протесты националистов в Сирии. Большие потери сирийцев привели к тому, что британцы ввели в Дамаск свои войска, навязав прекращение огня. В результате этого кризиса французы отступили, а Сирия получила независимость.

## Предыстория
В начале XX века Сирия и Ливан были двумя арабскими государствами, находившиеся в Леванте, и входившими в состав Османской империи. После поражения Османской империи в Первой мировой войне и в результате Севрского договора они управлялись в соответствии с французским мандатом, данным Лигой наций на Парижской мирной конференции в 1919 году.
В 1936 году Сирия подписала договор с Францией, который предоставил Сирии независимость. Однако с началом Второй мировой войны этого так и не произошло, поскольку французы опасались, что нацистская Германия извлечет выгоду, если Франция откажется от своих колоний на Ближнем Востоке. Таким образом, вспыхнули беспорядки, и новый президент Хашим аль-Атасси ушел в отставку. С падением Франции в 1940 году Сирия перешла под контроль Французского государства, пока британцы и Свободная Франция не оккупировали страну в ходе сирийско-ливанской кампании в июле 1941 года. Сирия снова провозгласила свою независимость в 1941 году, но только 1 января 1944 года она была признана независимой республикой. В течение нескольких месяцев после того, как в Ливане и Сирии прошли демонстрации против французов. С прибытием все большего и большего количества французских подкреплений демонстрации вскоре усилились.